# Ракетний (струмок)
Ракетний, Рокита — струмок  в Україні, у  Яремчанській міській раді Івано-Франківської області, правий доплив Прутця Чемигівського  (басейн Дунаю).

## Опис
Довжина струмка приблизно 6 км . Формується з багатьох безіменних струмків.

## Розташування
Бере  початок на південному заході від села Лючки. Тече переважно на південний захід і у селі Микуличині впадає у Прутець Чемигівський, праву притоку Пруту.